# Стурла Тордарсон
Стурла Тордарсон (на исландски: Sturla Þórðarson) е исландски политик, поет и историограф. Известен е като автор на „Сага за Хокон Стария“ и „Сага за исландците“. Също така той преписва и Книга за заселването на Исландия като неговият ръкопис, познат под името Стурлубоук, е най-старото копие на творбата от запазените до наши дни и единственото, съхранило се напълно.

## Биография
Стурла е родeн в Западна Исландия на 29 юли 1214 г. Той принадлежи към влиятелния род на Стурлунгите и е племенник на прочутия скалд и историк Снори Стурлусон. Скалд бил също и по-големият му брат Олав Белия скалд.
Както съобщава самият Стурла, през 1235 г. той се обучава при чичо си Снори Стурлусон. Когато Снори е убит по заповед на норвежкия конунг Хокон Стария, Стурла се опитва да отмъсти за него и в началото на 1242 г. заедно с братовчед си (сина на Снори) оглавяват военен поход, но безуспешно.
През 1242 — 1258 Стурла владее част от Западна Исландия. За разлика от други влиятелни местни благородници, които се стремели да получат подкрепата на норвежката корона с цената дори на подчинението на Исландия, Стурла спазвал местните закони и се превърнал във водач на антинорвежката партия в Исландия. Когато Алтингът (местното народно събрание) гласувал да се подчини на Хокон Стария през 1262 г., на Стурла се наложило да напусне острова заради заплахата от възможна разправа и да моли за милостта на норвежкия конунг.
По това време Хокон Стария е на поход, когато внезапно умира през 1263 г., и Стурла успява да измоли благоволението на неговия син Магнус VI, когото впечатлил с поезията си. Крал Магнус му поръчал да състави сага за Хокон Стария и тази сага е завършена през 1265 г.
През 1271 г. конунгът разрешил на Стурла да се върне в родината си като наместник на цяла Исландия. През 1277 — 1278 Стурла предприема още едно пътуване на континента и е издигнат в рицарско звание. По време на това пътуване той съставя „Сага за Магнус Законодателя“, както и още няколко поеми в чест на конунга.
В последните години от живота си Стурла се отказва от кралската си длъжност, предава управлението на имението си на сина си Снори и прекарва последните си години на малък остров. Умира на 30 юли 1284 г., тъкмо навършил седемдесет години. Междувременно написва още две големи произведения – „Сага за исландците“ и Стурлубоук – препис на Книга за заселването на Исландия.

## Творчество
- „Сага за Хокон Стария“

Източниците, които Стурла е ползвал за написването на „Сага за Хокон Стария“, са били грамоти и разкази на непосредствените участници в описваните събития. Тези участници били от партията на биркебайнерите, които спечелили бушуващата в онези години гражданска война в Норвегия. Те се опитвали да влияят върху написването на историята, но въпреки това Стурла съумял да включи в историята и гледната точка на техните противници, още повече че основният противник на Хокон Стария, ярлът Скули, бил и тъст на Стурла. По такъв начин обхващайки в пълнота целия развой на събитията, Стурла успял да достигне до тяхната същина и да предаде вярно сблъсъка на обществените интереси в онзи исторически момент.
- „Сага за Магнус Законодателя“

Тази сага е съставена от Стурла на основание писма и указания на самия конунг в периода 1277—1278 г. Вероятно след смъртта на Магнус VI през 1280 г. тя е била допълнена. Но от нея са запазени само фрагменти.
- „Сага за исландците“

Тя била създадена между 1275/1280 и 1284 г. Сагата обхваща значителен период от време – описваните в нея събития започват от 1183 г. и приключват през 1264 г.
- Други творби

На Стурла приписват и създаването на „Сага за християнството“, разказваща за християнизацията на страната ок. 1000 г. Части от тази сага по-късно са включени в Сага за изгарянето на Нял и в някои други родови саги. Изказани са хипотези относно участието на Стурла и в написването на Сага за хората от Долината на сьомгата, Сага за Гретир и Сага за хората от Пясъчния бряг.